# Ракета носител
Ракета носител е ракета, предназначена за извеждане на полезен товар в космическото пространство.
Ракетите носител се разделят на еднократни и многократни според възможността им за повторно използване и на едностепенни и многостепенни според броя на елементите, от които са съставени. Най-широко разпространение са получили еднократните многостепенни ракети.
Еднократните ракети се отличават с висока надеждност благодарение на максималното опростяване на всички елементи. Наличието на няколко степени позволява относително голяма маса на полезния товар спрямо началната маса на ракетата. В същото време при многостепенните ракети е необходима по-голяма налична площ за безопасно падане на междинните степени.
Изцяло многократна ракета носител все още не съществува. Частична многократна система е Космическата совалка.
Първата ракета носител, доставила товар в орбита, е съветската Р-7 (1957 г.).